# Xylocopa eximia
Xylocopa eximia är en biart som beskrevs av Pérez 1901. Xylocopa eximia ingår i släktet snickarbin, och familjen långtungebin. Inga underarter finns listade i Catalogue of Life.